# Villers-le-Tilleul
Villers-le-Tilleul é uma comuna francesa na região administrativa de Grande Leste, no departamento das Ardenas. Estende-se por uma área de 8,61 km². Em 2010 a comuna tinha 242 habitantes (densidade: 28,1 hab./km²).